# Solinka (San)
Die Solinka ist ein 45 km langer linker Zufluss des San in der Woiwodschaft Karpatenvorland in Polen.

## Geografie

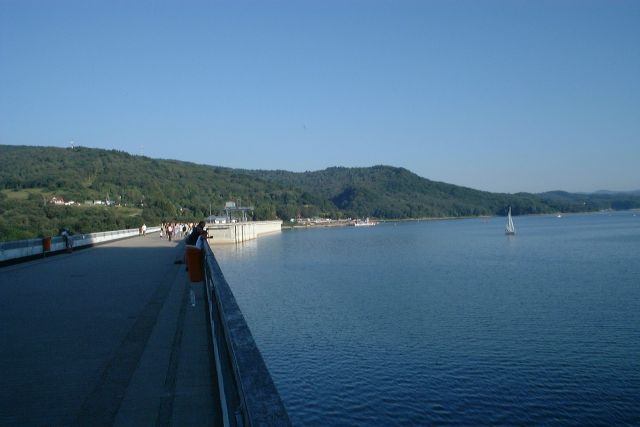
Der Stausee

Der Fluss entspringt im Landschaftsschutzpark Ciśniańsko-Wetliński Park Krajobrazowy im Gebirge der Bieszczady im äußersten Südosten Polens beim Berg Kiczerka (910 m) (Hyrlata-Massiv) an der Grenze zur Slowakei. Er fließt durch die Gemeinde Cisna, nimmt die von rechts kommende Wetlina auf und mündet im Jezioro Solińskie (Solina-Stausee), dem größten Stausee in Polen, in den San.
Das Einzugsgebiet wird mit  376,7 km² angegeben, die Schüttung mit 8,5 m³/s.